# رضا صفایی (کشتی‌گیر)
رضا صفایی یک کشتی‌گیر اهل ایران است که در بازی‌های آسیایی ۱۹۹۴ هیروشیما در وزن ۶۲ کیلوگرم کشتی آزاد صاحب نشان برنز شد